# Tilokaraj
Re Tilokaraj (in lingua lanna: , Pho Thao Tilokaraj, traslitterato anche Tilokarat; 1409 – Chiang Mai, 27 maggio 1487) è stato dal 1442 al 1487 il nono sovrano dei Tai yuan del Regno Lanna, nei territori dell'odierna Thailandia del Nord.
Fervente buddhista, è famoso per aver organizzato a Chiang Mai un importante sinodo della tradizione theravada. Nel periodo in cui fu re, Lanna fu impegnata in diverse guerre contro il Regno di Ayutthaya che non portarono a modifiche sostanziali dei confini. I traguardi che raggiunse unificando diversi territori Lanna e nella diffusione del buddhismo furono alla base della fioritura del regno, che raggiunse il suo periodo di massimo splendore negli anni successivi con re Phra Mueang Kaew.

## Biografia

### Regno del padre
Tilokaraj era il sesto figlio di re Sam Fang Kaen, che ebbe un totale di dieci figli da diverse mogli. Era chiamato Thao Lok (sesto principe) e quando crebbe gli fu affidato il governatorato di Mueang Phrao. Per la sua disobbedienza il padre lo punì spostandolo nella lontana Mueang Yuam Thai, l'odierna Mae Sariang nella provincia di Mae Hong Son.

### Ascesa al trono
Secondo le Cronache di Chiang Mai, nel 1442 Thao Lok costrinse il padre ad abdicare con l'aiuto di Nai Samdekyoi, un nobile di Chiang Mai. Altre fonti riportano che l'evento ebbe luogo nel 1441. Usurpò quindi il trono e fu incoronato il 19 maggio 1442 con il nome regale Maha Sri Sa-Thammaratcha. Rimase comunque conosciuto con il nome Tilok (numero sei) o Tilokaraj (re Tilok).

### Campagne militari

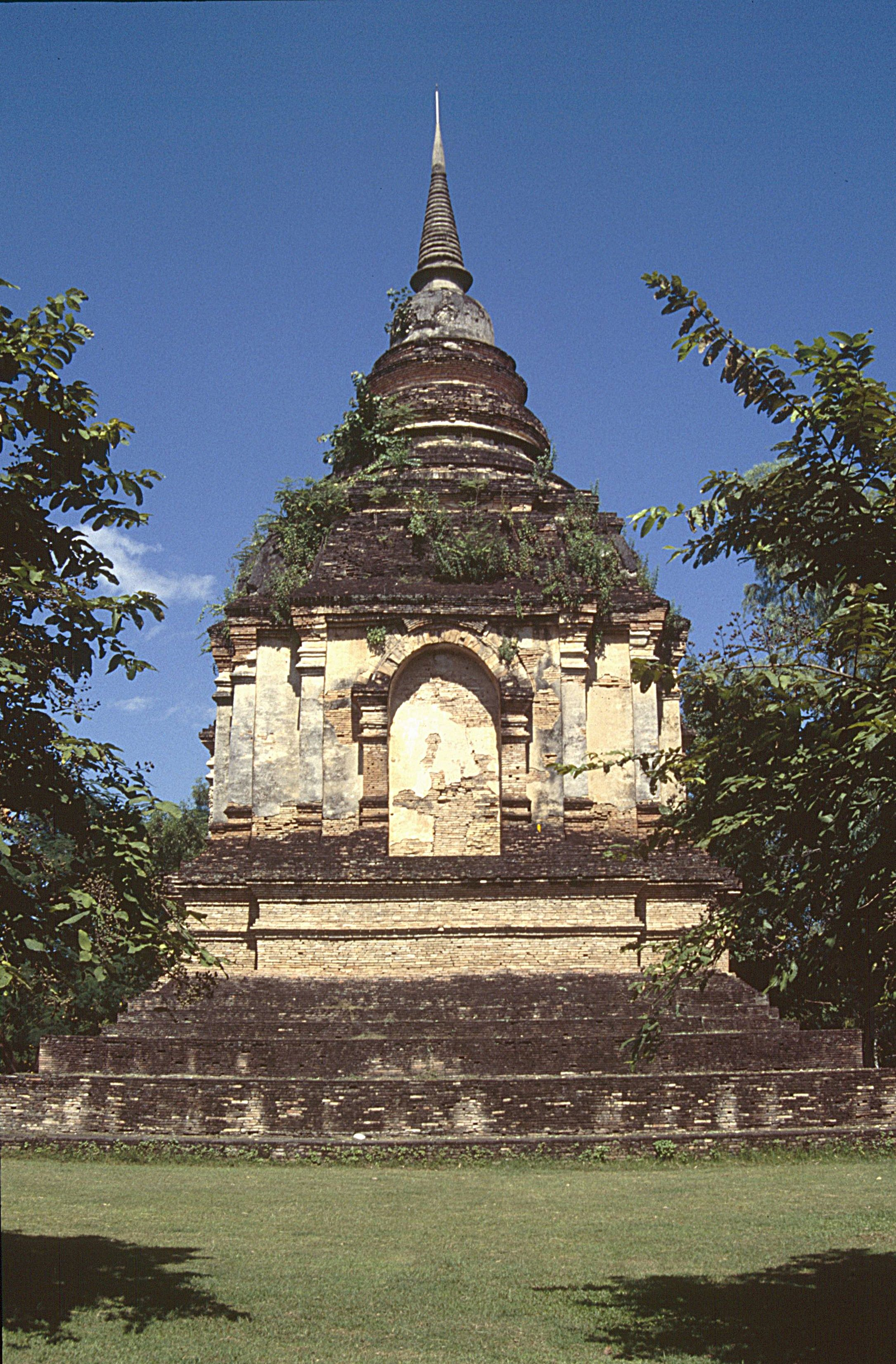
Chedi dedicato a Tilokaraj nel wat Chet Yot di Chiang Mai

Il principe Thao Choi, fratello minore di Tilokarat, reclamò il proprio diritto al trono e chiese aiuto al re Siamese Borommaracha II di Ayutthaya, che vide l'opportunità di espandersi a nord e nel 1442 guidò il proprio esercito nell'assedio della capitale Chiang Mai. I Tai yuan respinsero l'attacco e la ribellione fu soffocata, ma fu l'inizio di una lunga serie di conflitti tra i due regni.
In quegli anni Tilokaraj diede il via a una politica espansionistica verso i regni confinanti. Furono effettuate incursioni nei territori di Chiang Hung a nord e degli Shan a nord-ovest, dove furono deportati molti indigeni come forza lavoro. L'annessione ad est del Regno di Nan e Mueang Phrae avvenne nel 1449; Nan era una città-stato ai confini tra Lanna e Lan Xang sulla quale quest'ultimo esercitava una certa influenza. L'attacco di Lan Xang per riprenderne il controllo fu respinto nello stesso anno.
La nuova campagna di Ayutthaya del 1448 contro Chiang Mai ebbe fine quando Borommaracha II si ammalò e morì, ma nuove guerre contraddistinsero l'intera durata dei regni di Tilokaraj e di Trailokanat, successore di Borommaracha II e grande innovatore dell'amministrazione statale. L'occasione per una nuova guerra fu la richiesta di aiuto fatta nel 1451 a Tilokarat dal governatore Yuthit Thira di Sawankhalok, una delle mueang fedeli alla vecchia dinastia di Sukhothai, per liberarsi del dominio di Ayutthaya. Tilokarat spedì un esercito che espugnò Kamphaeng Phet ed un altro che fu respinto nell'assedio di Sukhothai. Le truppe Lanna furono però richiamate per fronteggiare un attacco di Lan Xang. Yuthit Thira fuggì a nord e Tilokaraj lo nominò governatore di Phayao. Nel 1454 Lan Xang subì la prima invasione della sua storia, quando le truppe Lanna arrivarono fino alle porte della capitale ma vennero respinte.
Nel 1461 fu lanciato un nuovo attacco contro il Regno di Ayutthaya, Sukhothai cadde nelle mani dell'esercito Lanna ma Phitsanulok resistette all'assedio. Anche questa campagna ebbe fine con il richiamo dell'esercito a Chiang Mai per respingere un attacco nemico. Sukhothai fu riconquistata dai siamesi l'anno successivo, mentre la vicina Sawankhalok rimase per diversi anni sotto il dominio Lanna. Per fronteggiare meglio la minaccia, Trailokanat spostò nel 1463 la capitale del regno a Phitsanulok.
Quello stesso anno vi fu un nuovo attacco Lanna a Sukhothai; l'esercito di Phitsanulok costrinse alla fuga ed inseguì gli invasori fino alle porte di Chiang Mai, ma fu a sua volta respinto ed ebbe inizio una nuova tregua. Il governatore di Sawankhalok manifestò l'intenzione di riunirsi ad Ayutthaya, ma fu catturato e portato prigioniero a Chiang Mai, la città fu incendiata ed al suo posto Tilokarat pose un proprio zio.
Dopo undici anni di relativa pace, la guerra riprese nel 1474 quando i siamesi invasero Lanna e ripresero Sawankhalok. Alla fine di questo breve conflitto, i confini erano tornati gli stessi di 23 anni prima, quando gli eserciti di Trailokanat e Tilokarat si erano scontrati la prima volta. Il re Lanna intavolò per la prima volta trattative di pace e per alcuni anni non si registrarono altri scontri.
Nel 1479, truppe vietnamite invasero Lan Xang e la sua capitale Mueang Sua, l'odierna Luang Prabang, fu espugnata per la prima volta. I Dai Viet proseguirono quindi invadendo il territorio Lanna ma furono respinti a Nan, subendo gravi perdite. Le ostilità con Ayutthaya ripresero nel 1486, dopo che Tilokarat fece nuovamente uccidere una delegazione di funzionari Siamesi, ma la spedizione punitiva ordinata da Trailokanat non diede alcun frutto.

### Religione e arte

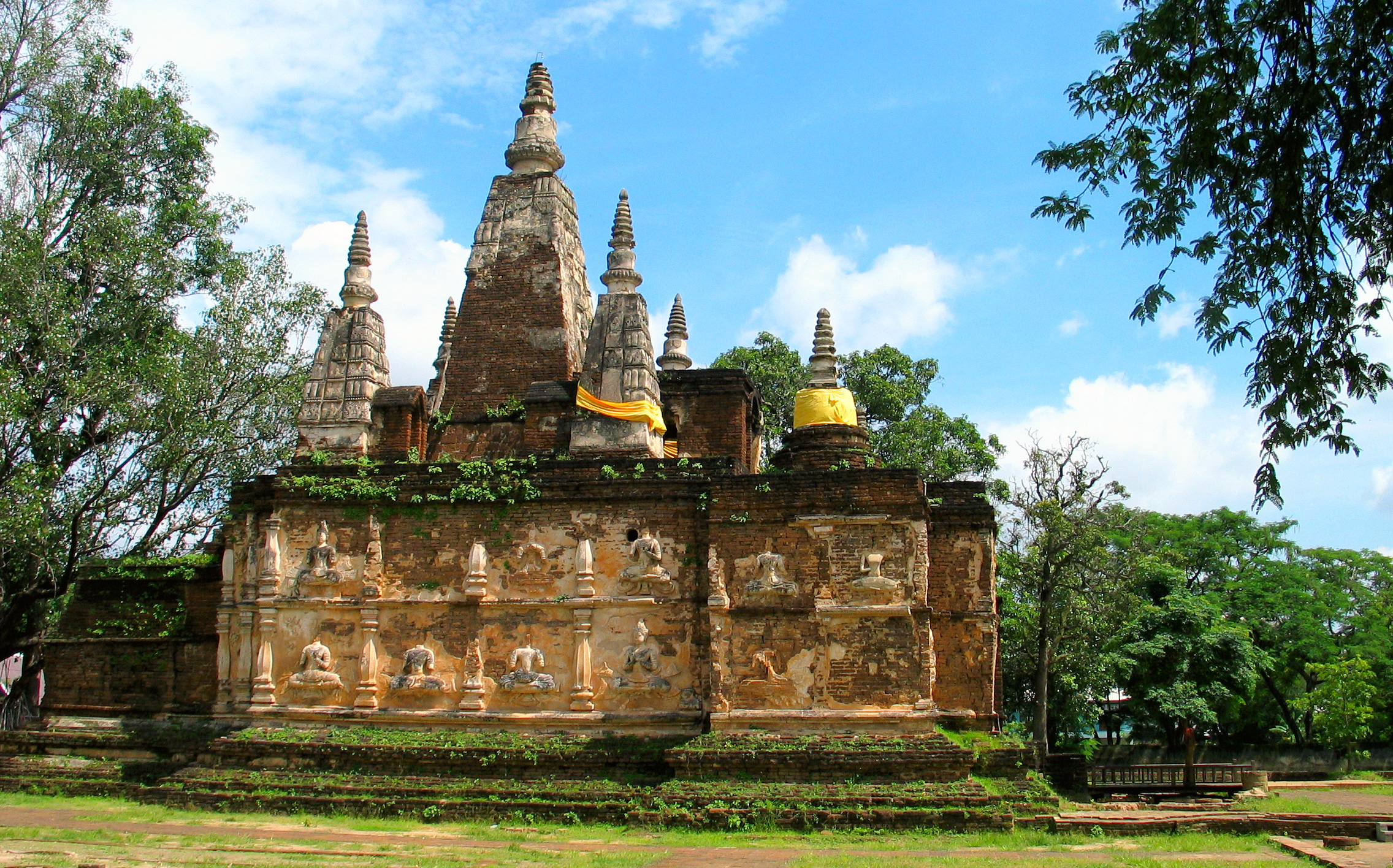
Uno degli edifici di wat Chet Yot, fatto costruire da Trilokanaj

Tilokaraj è famoso come diffusore e riformatore del buddhismo theravada. In particolare promosse la tradizione mahavihara della scuola sinhala, che si era formata nel XII secolo in Sri Lanka ed aveva iniziato a diffondersi a Pagan verso fine secolo in contrapposizione all'antica tradizione della sangha dei Mon di Thaton e Hariphunchai. Tilokaraj legittimò l'usurpazione del regno adottando la tradizione mahavihara, portata a Chiang Mai nel 1430 da monaci che erano stati a Sri Lanka e che stavano ordinando nuovi monaci in Siam e Lanna.
Ispirandosi all'antico sovrano buddhista Asoka, Tilokaraj si auto-promosse sovrano universale (chakravartin). Nel 1477 convocò un sinodo del clero theravada (sangha) nel wat Chet Yot, da lui fatto costruire, per riformulare l'interpretazione del canone buddhista (tripitaka) secondo la tradizione mahavihara. I thai considerano questo evento l'VIII sinodo mondiale del buddhismo theravada. Centinaia furono i templi e le sale di ordinazione che fece costruire in tutto il regno, fece inoltre interrare piantine di albero della Bodhi in ciascuno di essi.
Nel 1481 fece ristrutturare il famoso wat Chedi Luang di Chiang Mai nel quale fece portare da Lampang la venerata statua del Buddha di smeraldo, che si trova attualmente nel wat Phra Kaew di Bangkok ed è diventato il palladio della monarchia thailandese. Tilokaraj inviò all'estero artigiani per imparare le arti e fece adornare i templi con finiture e statue magnifiche. La tradizione da lui inaugurata sarebbe continuata durante i regni dei suoi successori, in quella che viene considerata l'età d'oro della scultura Lanna.

### Successione
Ebbe un solo figlio al quale affidò il governo di Chiang Rai. Questi morì prima del padre e il 27 maggio 1487 Tilokaraj abdicò in favore del nipote, il quale salì al trono con il nome regale Yot Chiang Rai. Preferì questa soluzione nel timore che, se lo avesse semplicemente nominato suo erede, l'aristocrazia locale gli avrebbe impedito di diventare re. Tilokaraj morì il successivo 27 maggio e le sue ceneri furono traslate nel chedi di wat Chet Yot, dove tuttora riposano.